# Bryan Ottenhoff
Bryan Ottenhoff (8 juli 1991) is een Nederlandse voetballer die bij voorkeur als verdediger speelt. Hij tekende in november 2014 een contract bij Oțelul Galați, dat hem transfervrij inlijfde nadat zijn contract bij Almere City niet werd verlengd. Vanaf het seizoen 2015 - 2016 zal hij voor SC Telstar uitkomen.
Ottenhoff doorliep de jeugdopleiding van AFC Ajax voordat hij in juli 2011 overstapte naar de beloften van FC Twente. Op 19 januari 2013 tekende hij een contract bij Almere City. Ottenhoff debuteerde hiervoor als basisspeler in een wedstrijd tegen Helmond Sport.
Na 1,5 seizoen bij Almere City zoekt Bryan het buitenlandse avontuur bij FC Otelul Galati. Vanwege financiële problemen van de club werd dit van korte duur.
Seizoen 2015-2016 maakt Bryan de overstap naar trainer Michel Vonk en Telstar waar hij een contract heeft getekend voor 2 seizoenen.
Inmiddels is het 2017 en Telstar en Bryan komen niet tot overeenstemming voor een nieuwe verbintenis.

## Carrière
Bijgewerkt tot 2016/2017
| Seizoen | Club          | Land      | Competitie     | Wed. | Goals |
| ------- | ------------- | --------- | -------------- | ---- | ----- |
| 2012/13 | Almere City   | Nederland | Eerste divisie | 15   | 0     |
| 2013/14 | Almere City   | Nederland | Eerste divisie | 29   | 0     |
| 2014/15 | Oțelul Galați | Roemenië  | Liga 1         | 1    | 0     |
| 2015/16 | SC Telstar    | Nederland | Jupiler League | 47   | 0     |
| Totaal  | Totaal        | Totaal    | Totaal         | 92   | 0     |

1 Koeman ·
2 Hardeveld ·
3 Apau  ·
4 Offerhaus ·
5 Lobbes ·
6 Bakker ·
7 Hamdaoui ·
8 Turfkruier ·
9 El Kachati ·
11 Noslin ·
12 Overtoom ·
14 Kaandorp ·
15 Lechkar ·
15 Quaedvlieg ·
15 Lobbes ·
16 Douiri ·
17 Rossen ·
17 Oughcha ·
18 Van Ekeris ·
19 Hagedoorn ·
20 Houweling ·
21 Koswal ·
23 Hetli ·
24 Benzzine ·
24 Olfers ·
25 Owusu ·
26 Van Schooneveld ·
27 Kharchouch ·
28 Bodak ·
28 Van Ingen ·
Coach: Correia
· Assistent-trainer: Michielsen
· Assistent-trainer: Roubos
· Assistent-trainer: Van der Kooij
· Keeperstrainer: Van der Mast